# Titlén
El Titlén és una serra situada al municipi de les Avellanes i Santa Linya a la comarca del Noguera, amb una elevació màxima de 592 metres.